# استفان داکوفسکی
استفان داکوفسکی (به انگلیسی: Stéphane Dakowski؛ ۲۹ ژوئن ۱۹۲۱ – ۱۱ ژوئیهٔ ۲۰۱۶) یک بازیکن فوتبال اهل فرانسه بود.
از جمله باشگاه‌هایی که وی در آن‌ها بازی کرده‌است، می‌توان به باشگاه فوتبال نانت و باشگاه فوتبال نیم المپیک اشاره کرد.
وی همچنین در تیم ملی فوتبال فرانسه بازی کرده‌است.